# Tchkalovsk
Tchkalovsk (en russe : Чкаловск) est une ville de l'oblast de Nijni Novgorod, en Russie, et le siège administratif de l'okroug urbain de Tchkalovsk. Sa population s'élevait à 11 535 habitants en 2021.

## Géographie
Tchkalovsk est située sur la rive droite de la Volga, à 67 km au nord-ouest de Nijni Novgorod et à 366 km à l'est-nord-est de Moscou.

## Histoire
L'origine connue de la ville remonte au XIIe siècle : elle était alors connue comme la sloboda Vassiliovo, nommé ainsi en l'honneur de son fondateur, le prince Vassili Iourievitch, le fils de Iouri Dolgorouki. Son territoire fut longtemps la propriété du prince Chouïski, qui devint le tsar Basile IV.
Le célèbre pilote soviétique Valeri Tchkalov naquit à Vassiliovo en 1904. La localité fut renommée Tchkalovsk en son honneur, après son vol historique Moscou – Vancouver réalisé en 1937. En 1955, Tchkalovsk reçut le statut de ville. La plus grande partie de la ville fut engloutie sous les eaux du réservoir de Gorki, après la construction du barrage hydroélectrique de Gorki, en 1955.

## Population
Recensements (*) ou estimations de la population
| 1897* | 1939* | 1959*  | 1970*  | 1979*  |
| ----- | ----- | ------ | ------ | ------ |
| 1 000 | 7 408 | 11 580 | 13 835 | 14 581 |

| 1989*  | 2002*  | 2010*  | 2012   | 2013   |
| ------ | ------ | ------ | ------ | ------ |
| 15 059 | 13 586 | 12 368 | 12 167 | 12 036 |

| 2015   | 2017   | 2019   | 2021   | - |
| ------ | ------ | ------ | ------ | - |
| 11 723 | 11 569 | 11 354 | 11 535 | - |

## Économie
Les principales entreprises de Tchkalovsk sont :
- OAO Tchkalovskaïa Soudoverf (ОАО "Чкаловская судоверфь") : construction et réparation navales.
- Poliot (Полёт) : fours micro-ondes.
- usines de vêtements, de produits alimentaires et de meubles.